# Advanced Telescope for High Energy Astrophysics

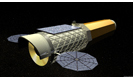
International X-ray Observatory.

Advanced Telescope for High ENergy Astrophysics (ATHENA) es un futuro telescopio de rayos X proyectado por la Agencia Espacial Europea, que se está desarrollando para ser lanzado aproximadamente en el año 2028. Es la segunda misión de gama alta (L2) dentro del programa europeo Cosmic Vision. Será cien veces más sensible que el mejor de los telescopios de rayos X actuales: el Observatorio Chandra de Rayos X y XMM-Newton.
Los objetivos principales de la misión son mapear estructuras de gases calientes, determinar sus propiedades físicas y buscar agujeros negros supermasivos.

## Historia y desarrollo
La misión tiene sus raíces en dos misiones proyectadas a principios de la década de 2000, las misiones de la ESA, XEUS y de la NASA, Constellation-X. Alrededor de 2008, estas dos propuestas se fusionaron en el proyecto conjunto de la NASA/ESA/JAXA International X-ray Observatory (IXO). Llegado el año 2011 la NASA se retiró de IXO debido a problemas financieros, principalmente debido al presupuesto desorbitado de la misión Telescopio espacial James Webb (JWST). La ESA decidió proceder con una modificación menos costosa de IXO (aproximadamente ascendería a un millón de euros), conocida como ATHENA. ATHENA fue preseleccionada para la gama alta del programa Cosmic Vision en 2012, pero terminó quitándole el puesto la misión Jupiter Icy Moon Explorer (JUICE); tras algunas modificaciones, ATHENA fue seleccionada de nuevo en 2014 pasando a la segunda misión (L2)
El 27 de junio de 2014 se tomó la decisión final sobre el reinicio del IXO. El tema de ciencia seleccionado es "Hot and Energetic Universe" con el objetivo de responder a dos preguntas de astrofísica: ¿Cómo se ensambla la materia ordinaria en las estructuras a gran escala que vemos hoy en día? y ¿cómo crecen los agujeros negros formando el universo?
El equipo científico encargado de la misión fue nombrado el 16 de julio de 2014. La prueba de vibración inicial de un módulo de espejo de óptica de poro de silicio tuvo lugar en agosto de 2014. El Comité del Programa de Ciencias de la ESA se reunirá en 2019 para volver a revisar completamente la misión y aprobar definitivamente el proyecto antes de que comience la construcción ese mismo año.

## Órbita
Se prevé que la misión inicie su cometido en el año 2028, con el lanzamiento de la nave por medio de un cohete Ariane 6 que la pondría en una órbita de halo alrededor del punto de Lagrange L2 del sistema Sol-Tierra previamente elegido. El punto L2 fue seleccionado debido a que está ubicado en un ambiente término estable, con buena visibilidad del cielo y alta eficiencia de observación. El objetivo es que ATHENA realice observaciones previstas de hasta 300 posiciones celestes al año, con una duración media de estas observaciones que oscilan entre media hora y hasta más de 11 días, aunque también puede ser programado para observar eventos transitorios.

## Ópticas e instrumentos
ATHENA utilizará un telescopio con una longitud focal de 12 metros y dos instrumentos principales: X-ray Integral Field Unit (X-IFU) de alta resolución y Wide Field Imager (WFI) con una resolución moderada y un gran campo de visión.
El telescopio utilizará óptica de poro de silicio desarrollada por ESA que proporciona una combinación de gran campo de visión y alta resolución angular. Cada poro es un telescopio Wolter Type-I de tan solo unos pocos mm² de sección transversal, con dos reflejos dentro de cada poro que enfocan a los rayos X. En total, se usarán 1.5 millones de poros. El telescopio se fabricará en matrices de 60 mm de ancho utilizando obleas de silicio.
X-ray Integral Field Unit
X-IFU utiliza una matriz de sensores de borde de transición enfriados criogénicamente con un rango de detección de 0.2–12 keV. El campo de visión total es de 5 arcominuto.
Wide Field Imager
WFI es un espectrómetro de rayos X que utiliza cinco matrices de transistores de efecto de campo de canal p con un rango de detección de 0,1–15 keV. Su chip central tiene una resolución de 256 × 256 px y un campo de visión de 7.5 arcominutos. Sus cuatro matrices exteriores tienen una resolución de 448 × 640 px y un campo de visión de 40 arcominutos.: 1, 9 